# Coeruleoglaucytes coeruleata
Coeruleoglaucytes coeruleata är en skalbaggsart som först beskrevs av Leon Fairmaire 1899.  Coeruleoglaucytes coeruleata ingår i släktet Coeruleoglaucytes och familjen långhorningar.
Artens utbredningsområde är Madagaskar. Inga underarter finns listade i Catalogue of Life.